# Eugenio Matte
Eugenio Matte Hurtado (Santiago, 6 de diciembre de 1895-ibídem, 11 de enero de 1934) fue un abogado y político chileno, Gran Maestro de la Gran Logia de Chile y uno de los fundadores del Partido Socialista (PS) de ese país.

## Biografía
Ingresó a la Quinta Compañía del Cuerpo de Bomberos De Santiago el 8 de diciembre de 1913, donde su padre Juan Matte Baeza ya era voluntario.
Se tituló de Abogado en 1918. Perteneció a la masonería, donde llegó a ser Gran Maestro de la Gran Logia de Chile (1931-1932).
En 1931, por sus ideas políticas, fue relegado por el gobierno de Carlos Ibáñez del Campo a Isla de Pascua. Tras la caída de Ibáñez, fundó la Nueva Acción Pública (NAP).
En 1932 participó en el golpe de Estado que derrocó a Juan Esteban Montero y formó parte de la junta de Gobierno de la República Socialista de Chile instaurada el 4 de junio. El día 16 de junio el ibañista Carlos Dávila, se sublevó contra la Junta socialista y formó una nueva Junta de Gobierno, relegando a Matte, Marmaduque y Jorge Grove a la Isla de Pascua. Tras la caída del gobierno de Dávila, se convocaron nuevas elecciones, volviendo Matte al continente para asumir un escaño de senador por Santiago, obtenido con una alta votación.
El 19 de abril de 1933, fue uno de los fundadores del Partido Socialista de Chile, que era la unificación de diversos grupos que habían apoyado la República Socialista, que asumían como autocrítica la falta de un partido socialista fuerte como sustento popular del intento revolucionario de 1932.
En 1934 murió como consecuencia de una afección pulmonar, y su cupo en el Senado pasó a ser ocupado por Marmaduque Grove.